# فاكوندو كابرال

توقيع فاكوندو كابرال

فاكوندو كابرال (بالإسبانية: Facundo Cabral) (22 أيار (مايو)، 1937 – 9 تموز (يوليو)، 2011) فاكوندو كابرال، مغني وكاتب أغاني وفيلسوف أرجنتيني.
اشتهر لتأليف «أنا لست من هنا ولا من هناك» (بالإسبانية:"No soy de aquí ni soy de allá") التي ارتجلها خلال إحدى حفلاته الموسيقية.
بعد أن جاب العالم، تمتّع كابرال بالشهرة في بلاده في بدايات عقد الثمانينات عندما طالبت إذاعة الأرجنتين بزيادة المحتوى المحلّي بعد حرب الفوكلاند.
كان يحظى بشعبية هائلة في جميع دول أمريكا اللاتينية حيث قام بحفلات في كل من بيرو والمكسيك التي وصفها بأنها وطنه الثاني، فقد كانت تذاكر حفلاته تباع بمجرد طرحها في الأسواق قبل إقامة الحفلات بزمن طويل. عُيّن كابرال سفيراً للنوايا الحسنة (رسول السلام) من قبل اليونسكو عام 1996.

## سيرته
ولد كابرال في مدينة لابلاتا الأرجنتينية، ولم يتكلم حتى سن التاسعة، ولم يتلق تعليماً حتى سن الرابعة عشرة، ترمّل في سن الأربعين والتقى بوالده في سن السادسة والأربعين. لم تكن طفولته سهلة، فقد اضظر لمغادرة المنزل مبكراً للعمل في مهام مختلفة. يذكر أنه في سن التاسعة مشى حوالي 400كم سيراً للبحث عن عمل لمساعدة والدته وأشقاءه السبعة بعد أن هجرهم الوالد. رحل إلى ماريه ديل بلاتا وحصل على عمل في فندق، فقد أعطاه صاحب الفندق فرصة للغناء بعد أن رآه مع غيثارته. كانت بداياته في الموسيقى متواضعة، إلا أنه ألهم الملايين في جميع أنحاء العالم من خلال أغانيه وأشعاره وكتبه الـ 66.
كتب موسيقى ألهمت الملايين، فقد غنّى في أكثر من 165 دولة بثمان لغات مختلفة. كان اسمه الفني الأول "El Indio Gasparino". قتلت زوجته وابنته ذات العام في حادثة تحطم طائرة خطوط بي أس ايه الجوية الرحلة 182 عام 1978 بالقرب من سان دييغو (كاليفورنيا). كما يشار إلى أنه كان شبه أعمى ومشلول وهو أحد الناجين من مرض سرطان العظام. كان يحب السفر وقد كان يقول أن المال لم يكن ليهمه لكنه كان سعيداً لمجرد كونه على قيد الحياة.
تعرّض كابرال لإطلاق نار وقتل على إثرها أثناء جولة في مدينة غواتيمالا في طريقه إلى المطار بعد إحدى حفلاته، في 8 تموز (يوليو) 2011.

## روابط خارجية
- فاكوندو كابرال على موقع IMDb (الإنجليزية)
- فاكوندو كابرال على موقع ميوزك برينز (الإنجليزية)
- فاكوندو كابرال على موقع ديسكوغز (الإنجليزية)